# Chaetozone multioculata
Chaetozone multioculata är en ringmaskart som beskrevs av Hartman 1961. Chaetozone multioculata ingår i släktet Chaetozone och familjen Cirratulidae. Inga underarter finns listade i Catalogue of Life.